# Барбе-Марбуа, Франсуа
Маркиз Франсуа Барбе́-Марбуа́ (фр. François Barbé-Marbois; род. в Меце 1745 г.; ум. 1837) — французский политический деятель, был сослан в Синнамари (Французская Гвиана) после переворота 18 фрюктидора (1797); при Наполеоне I недолго министр финансов; при Людовике XVIII министр юстиции.

## Биография
Благодаря протекции маршала де Кастри, воспитателем детей которого был Барбе-Марбуа, он был назначен генеральным консулом в Соединённых Штатах, а затем интендантом в Сан-Доминго (1785). Возвратившись во Францию к началу Революции, Барбе-Марбуа в IV году республики был избран от департамента Мозель в Совет старейшин. Там он вскоре занял выдающееся положение и в V году был избран президентом, но нападки на Директорию повлекли за собой его арест и затем ссылку в Гвиану.
Спустя 2 года он получил свободу и в 1801 году был назначен директором государственного казначейства. В том же году Барбе-Марбуа за удачное ведение переговоров об уступке Луизианы Соединённым Штатам получил орден Почётного легиона и графский титул. Но несколько лет спустя вследствие ошибочной финансовой операции он попал в немилость и был отставлен от должности (27 января 1806 года). В 1808, однако, Наполеон опять призвал его и сделал первым президентом счётной палаты.
В 1814 году Барбе-Марбуа был одним из четырёх редакторов акта низложения императора, сумел очень скоро снискать расположение нового государя и был сделан пэром Франции. Во время Ста дней Барбе-Марбуа должен был удалиться из Парижа и вернулся только после второй реставрации (1815). Король предложил ему, несмотря на преклонные лета, место министра юстиции.
Дочь — Софи де Марбуа.

## Издания
Из печатных трудов Барбе-Марбуа основные:
- «Lettres de Madame la marquise de Pompadour, depuis 1746 jusqu'à 1762» (Лондон, 1771),
- «Reflexion sur la colonie de Saint-Domingue, ou examen approfondi des causes de sa ruine et des mesures pour la rétablir» (1796);
- «De la Guyane, de sonétat physique, de son agriculture, de son régime intérieur, et du projet de la peupler avec les laboureurs européens» (Пар., 1822);
- «Histoire de la Louisiane et de la cession de cette colonie par la France aux Etats-Unis» (Париж, 1828).

## Образ в кино
- «Наполеон: путь к вершине» (Франция, Италия, 1955) — актёр Рене Ворм[фр.]